# L'Arbalète

L'Arbalète („Arbaleta”) a fost la origine o revistă literară fondată în 1940 în localitatea Décines din apropiere de Lyon de către Marc Barbezat (1913-1999). Coperta a fost desenată de pictorul Jean Martin. În cele treisprezece numere au fost publicate în special operele lui Antonin Artaud, Henri Michaux și Louis-René des Forêts.
În 1941 revista a devenit editură. Ea își datorează renumele lui Jean Genet, pe care Marc și Olga Barbezat l-au descoperit în 1943 și căruia i-au publicat majoritatea operelor, dar și lui Roland Dubillard, Olivier Larronde și Jean-Paul Sartre.
După moartea lui Marc Barbezat în 1999, André Velter a coordonat colecția din 1999 până în 2006, perioadă în care a publicat vreo treizeci de titluri, inclusiv opere ale lui Jean-Pierre Verheggen, Jacques Rebotier, Jacques Darras. El a descoperit, în particular, opera lui Mohamed Kacimi.
Achiziționată în 1997 de editura Gallimard, L'Arbalète a devenit o colecție axată pe ficțiune contemporană, publicând, în special, creațiile tinerilor autori. Ea este condusă de la sfârșitul anului 2006 de Thomas Simonnet.